# Pinot gris

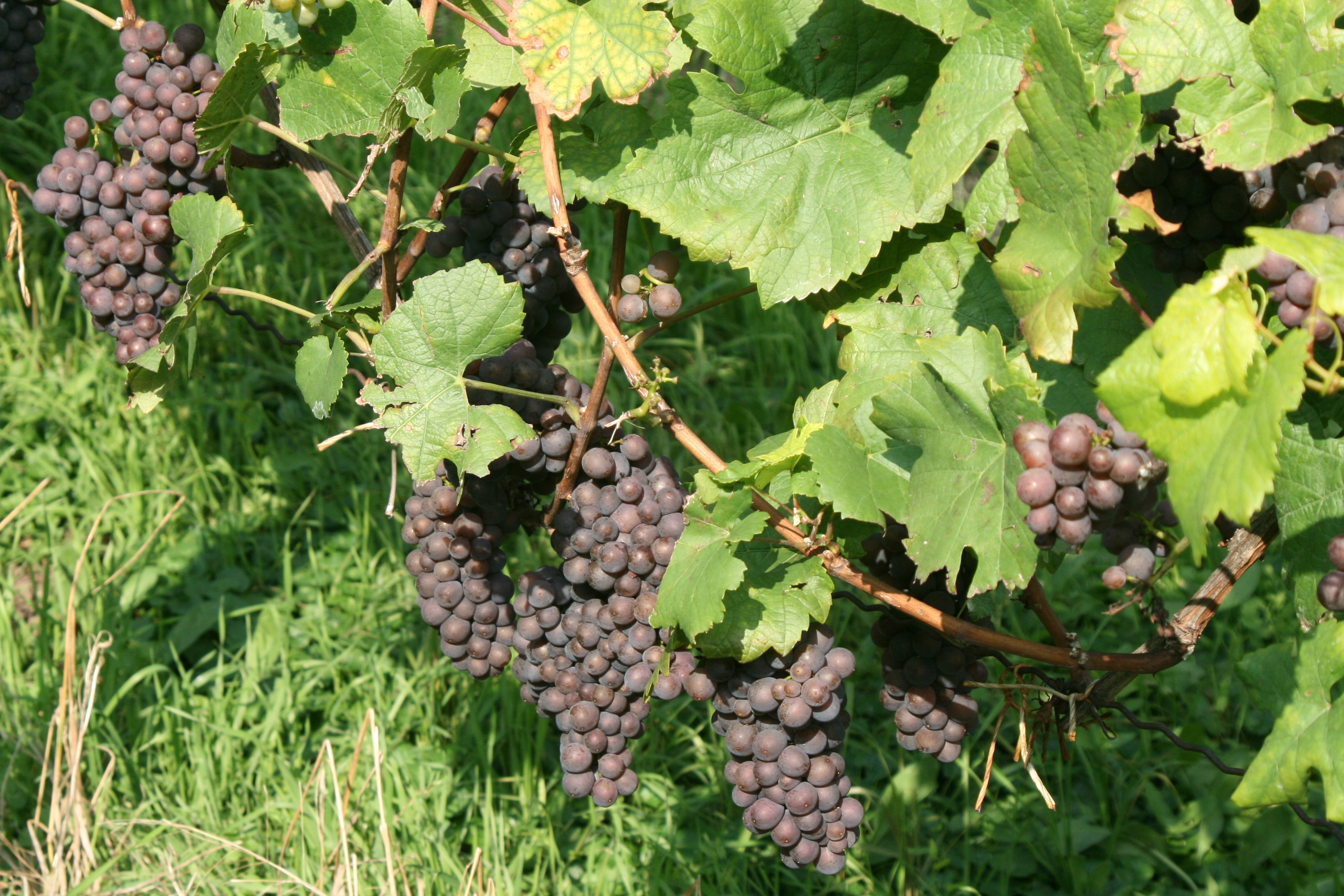
Pinot gris/Ruländer

Pinot gris (französisch) ist eine Weißwein-Rebsorte. Ruländer ist der Name, unter dem die Rebsorte in Deutschland klassifiziert ist, Grauer Burgunder und Grauburgunder sind für deutsche Weine dieser Sorte zulässige Synonyme. Obwohl die Beerenhaut rötlich bis rot und grau gefärbt ist, wird sie den Weißweinsorten zugeordnet. Seit den 1980er Jahren erlangte die Rebsorte auch unter ihrem italienischen Namen Pinot grigio große Bekannt- und Beliebtheit in Deutschland.

## Herkunft
Die Sorte ist vermutlich aus dem Burgund oder aus der Champagne nach Deutschland gebracht worden. Karl IV. brachte die Sorte 1375 nach Ungarn (Plattensee). 1568 wurde sie von Lazarus von Schwendi vom Plattensee ins Elsass und zum Kaiserstuhl gebracht. Davon unabhängig  fand 1711 Johann Seeger Ruland sie in einem verwilderten Weingarten des Assessors Seuffert in der Streifergasse in Speyer und verbreitete sie. Viele Winzer wie Jakob Weidle erkannten ihre Vorzüge und kultivierten die Reben weiter, was zu einer raschen Ausbreitung der Sorte führte.
Nach Österreich wurde die Rebe von Zisterziensermönchen aus dem Burgund im 13. oder 14. Jahrhundert gebracht. Daher kommt auch das Synonym Grauer Mönch. Die größte Verbreitung in Österreich hat die Sorte im nördlichen Burgenland und in der Steiermark.

## Abstammung
Pinot gris ist eine Mutation des Pinot noir aus der Familie der Burgunder in Frankreich.

## Ampelographische Sortenmerkmale
- Die Triebspitze ist offen. Sie ist stark weißlich hellgrün behaart. Die Jungblätter sind anfangs spinnwebig behaart, um danach fast unbehaart zu sein.
- Die mittelgroßen dunkelgrünen Blätter sind rundlich, meist ganz oder schwach dreilappig, selten jedoch schwach angedeutet fünflappig. Die Stielbucht ist V-förmig offen. Das Blatt ist stumpf gezähnt. Die Zähne sind im Vergleich der Rebsorten mittelgroß. Die Blattoberfläche ist blasig derb.

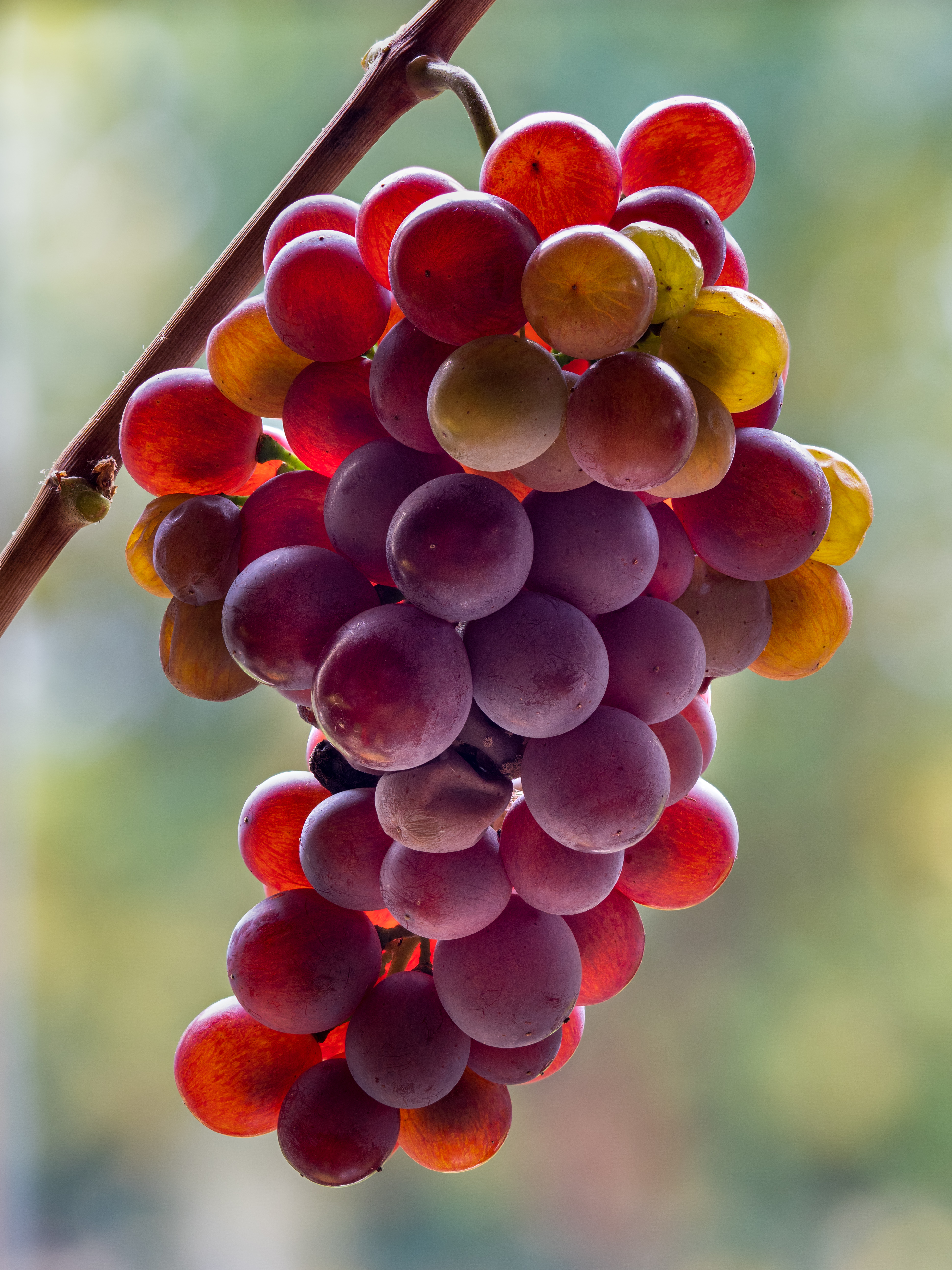
Grauburgunder

- GrauburgunderDie walzenförmige Traube ist selten geschultert, mittelgroß und dichtbeerig. Die rundlichen bis ovalen Beeren sind mittelgroß und von rötlich bis roter Farbe, vollreife Trauben wirken häufig grau. Die Schale der Beere ist dünnhäutig bis mittelstark.

Reife: Der Grauburgunder treibt mittelfrüh aus und ist somit empfindlich gegen eventuelle späte Frühjahrsfröste. Ihn zeichnet jedoch bei guter Holzreife eine gute Winterfrosthärte aus.

## Wein

Eine Flasche Ruländer (Dessertwein) aus Rumänien

Der Grauburgunder liefert säurearme, aber körper- und extraktreiche Weißweine mit einem in der Regel eher hohen Alkoholgehalt.
Die aus dem Pinot gris gekelterten Weine besitzen meistens eine kräftige goldgelbe Farbe, bei sehr guten Qualitäten kann man manchmal auch leichte Brauntöne wahrnehmen. Der Pinot gris weist einen leichten Apfelton auf und hat eine schöne Frische. Man kann ihn als Aperitif oder zu Fischgerichten trinken.
In Baden und der Pfalz haben sich zwei Stile für den Ausbau dieser Rebsorte etabliert. Der traditionelle Ausbau aus sehr reifen und zum Teil edelfaulen Trauben (durch den Pilz Botrytis cinerea) führt zum „Ruländer“, einem schweren süßen Wein mit Botrytis-Ton. Seit Mitte der 1990er Jahre begann ein für diese Anbaugebiete neuer Stil den traditionellen Ruländer zu verdrängen. Hierbei werden die Trauben früher gelesen und nur gesunde Trauben verwendet. Es entsteht ein Wein mit mehr Säure und weniger Süße von elegantem Geschmack, der sich gut als Essensbegleiter eignet. Dieser neue Stil wird heute in Deutschland allgemein als „Grauburgunder“ bezeichnet.
Die Rebsorte eignet sich auch sehr gut, um daraus Roséweine herzustellen, was längere Maische-Standzeiten erfordert. In Venetien ist dieser Wein recht populär und wird dort als Ramato bezeichnet.

## Verbreitung
- Anbaufläche in Deutschland (Stand: 2018): 6.400 ha[5]
- Anbaufläche in Australien (Stand 2016): 3.652 ha[6]
- Anbaufläche in Frankreich (Stand 2016): 2.867 ha[6]
- Anbaufläche in Italien (Stand 2016): 18.821 ha[6]
- Anbaufläche in Neuseeland (Stand 2016): 2.422 ha[6]
- Anbaufläche in der Schweiz (Stand 2016): 230 ha[6]
- Anbaufläche in Österreich (Stand 2020): 300,75 ha[7]
  - Anbaufläche in der Steiermark (Stand 2020): 143 ha[8]
  - Anbaufläche im Burgenland (Stand 2020): 75,72 ha[9]

Die weltweit bestockte Fläche lag 2016 bei 48.570 ha.
Die Rebflächen in Deutschland verteilen sich wie folgt auf die einzelnen Anbaugebiete 2015:
| Anbaugebiet                | Fläche [ha] |
| Deutschland                | 6.400       |
| Rheinland-Pfalz            | 3.276       |
| Rheinhessen                | 1.495       |
| Pfalz                      | 1.375       |
| Nahe                       | 277         |
| Mosel                      | 109         |
| Mittelrhein                | 15          |
| Ahr                        | 4           |
| Baden-Württemberg          | 2.095       |
| Baden                      | 1.940       |
| Württemberg                | 155         |
| Hessen                     | 68          |
| Hessische Bergstraße       | 45          |
| Rheingau                   | 24          |
| Bayern                     | 68          |
| Franken                    | 66          |
| Sachsen                    | 47          |
| Sachsen-Anhalt / Thüringen |             |
| Saale-Unstrut              | 45          |

## Eigenschaften
Es handelt sich um eine weinbaulich eher schwierige Rebsorte. Die dünnhäutigen Beeren verlangen eine sehr feinfühlige Bearbeitung, da durch Verletzungen der Schale ihr Saft zu früh freigesetzt wird. Außerdem reagieren sie stark auf Temperaturschwankungen (Hitze/Kälte). In kühlen Weinbaugegenden sollten nur Winzer, die über gute südseitige Hanglagen mit fruchtbaren, warmen und genügend kalkhaltigen Böden verfügen, an die Anpflanzung dieser Sorte denken. Sie ist anfällig gegen den Echten Mehltau und den Falschen Mehltau. Des Weiteren neigt sie zu Chlorose, Rohfäule und Virusbefall.

## Synonyme
Als „Grauburgunder“ wird er in Deutschland und Österreich bezeichnet, als Pinot gris ist er in Frankreich, Australien und in Luxemburg weitverbreitet, in Italien als Pinot grigio, im Wallis als Malvoisie, im Elsass früher als Tokay. Seit einer Klage der Winzer des ungarischen Weinbaugebiets Tokaj-Hegyalja darf der Synonym-Name Tokay oder Tokay d'Alsace nach geltendem EU-Recht nicht mehr verwendet werden. Im Champagner ist Grauburgunder als traditionelle Traube, dort meist Fromenteau genannt, noch zugelassen, aber sehr selten. So produziert das Champagnerhaus Aubry in Jouy-les-Reims noch eine Cuvée Le Nombre dOr aus 6 Rebsorten, u. a. Pinot Gris vrai. Laherte erzeugte mit „Les 7“ eine Cuvée aus allen 7 zugelassenen Champagnersorten. Das Champagnerhaus Drappier in Urville hat Fromenteau wieder gepflanzt.
Insgesamt sind 244 Synonyme beim Institut für Rebenzüchtung Geilweilerhof bekannt:
Affume, Anche Cendree, Arnaison Gris, Arnoison Gris, Aserat, Auvenat Gris, Auvergnas Gris, Auvergne Gris, Auvernas Gris, Auvernet, Auxerrat, Auxerrois Gris, Auxoi, Auxois, Auzerois Gris, Baratszinszoeloe, Bayonner, Beurot, Biliboner, Blauer Riesling, Blauer Traminer, Borgogna Grigio, Boz Pino, Brombesta, Brot, Bureau, Burgundac Sivi, Burgunder, Burgunder Grauer, Burgunder Roter, Burgundi Szuerke, Burgundske Sede, Burgundske Sive, Burot, Casper, Cervena Klevanjka, Champagner, Claevner Roth, Cordelier Gris, Cordonnier Gris, Crvena Klevanjka, Dittrich, Druher, Drusen, Drusent, Druser, Edelclaevner, Edelklevner, Enfume, Enfume Griset, Faultraube, Fauvet, Friset, Fromenteau, Fromenteau Gris, Fromentot, Grau Clevner, Grau Malvasir, Grauclaevner, Grauclevner, Grauclevner Speyer, Graue Burgunder, Graue Savoyertraube, Grauer Burgunder, Grauer Claevner, Grauer Clevner, Grauer Klevner, Grauer Moench, Grauer Moenche, Grauer Riesling, Grauer Rulaender, Grauer Tokayer, Grauklaeber, Grauklaevner, Grauklevner, Gris Commun, Gris Cordelier, Gris De Dornot, Griset, Hamsas Szoello, Hamuszoeloe, Hamvas Szoeloe, Kapuziner Kutten, Kapuzinerkutten, Klebroth, Kleiner Traminer, Kleingrau, Klevanjka, Klevanjka Crvena, Klevner Rot, Levrant, Levraut, Malvasier Grau, Malvoisie, Malvoisien, Mauserl, Mausfarbe, Moench Grau, Molvoisie Valais, Moreote Gris, Moreote Gris Rouge, Murys, Murysak, Muscade, Muscadet, Musler, Nirin Gris, Noirin Gris, Ouche Cendree, Overnya Gri, Petit Gris, Pineau Cendre, Pineau Cendree, Pineau Gris, Pineau Rose, Pino Cernyi, Pino Gree, Pino Grey, Pino Gri, Pino Qri, Pino Servj, Pino Seryi, Pinor Gri, Pinos-Burgundi, Pinot, Pinot Beurot, Pinot Buerot, Pinot Burot, Pinot Cendre, Pinot Franc Gris, Pinot Griccio, Pinot Griggio, Pinot Grigio, Pinot Seryi, Pinot Sivi, Piros Kisburgundi, Pirosburgundi, Pyzhik, Rajik, Rauchler, Raulaender, Raulander, Rebfahl, Rehfahl, Rehfal, Reilander, Rhein Traube, Rheingau, Rheingrau, Rheintraube, Riesling Grau, Rijick, Rijik, Rohlander, Rolander, Rollander, Roloender, Ronci Sedive, Roter Burgunder, Roter Claevner, Roter Clevner, Roter Clewner, Roter Klaevner, Roter Klevner, Rothe Savoyertaube, Rothe Savoyertraube, Rother Claevner, Rother Clevner, Rother Drusen, Rother Klaevener, Rother Klaevner, Rother Klevner, Rother Rulander, Rothfraenkisch, Rouci Sede, Rouci Sedive, Ruhlaender, Ruhlandi, Rulaender, Rulaender Sivi, Ruland, Rulanda, Rulandac Sivi, Rulandec, Rulander, Rulander Grauer, Rulander Gray, Rulander Grigio, Rulandi, Rulandske, Rulandske Sede, Rulendac, Rulendac Sivi, Rulender, Ryjik, Ryzhik, Ryzik, Sar Fejer Szoelloe, Sarfeher Szoelo, Sarfejerszoeloe, Schieler, Sivi Pinot, Skuekebarat, Skuerkebarat, Speierer, Speirer, Speyeren, Speyerer, Speyrer, Spinavy Hrozen, Spinovy Hrozen, Stahler, Strahler, Syurke Barat, Szuerke Burgundi, Szuerke Kisburgundi, Szuerke Klevner, Szuerke Rulandi, Szuerkebarat, Szurkebarat, Tokai, Tokai Gris, Tokajer, Tokay, Tokay D'alsace, Tokay Di Alsace, Tokayer, Tokayer Grauer, Tromenteau Gris, Valais, Viliboner, Villiboner, Vinum Bonum, Wiliboner, Zeleznak.